# بعد الفراق (مسلسل)

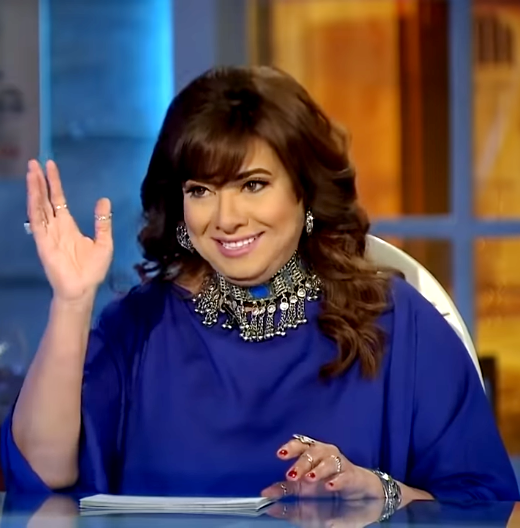
نشوى مصطفى في دور كوثر

بعد الفراق مسلسل مصري تم بثه في رمضان 1429 - 2008، من بطولة خالد صالح والتونسية هند صبري ٍ، تأليف محمد اشرف وإخراج شيرين عادل.
إنتاج سعيد مشعل

## قصة المسلسل
تدور قصة المسلسل حول محورين هامين الأول مهنة الصحافة بخباياها ومن يدخلها من شرفاء ودخلاء ومن يؤثر في الآخر المهنة ام الشخص وتركز على علاقة الصحافة بالسلطة والعكس كما توضح بعض الحقائق التي لا يمكن نكرانها في أن للقلم حد كالسيف قد يقتل في صمت وقد يحيي من العدم معاذ الله في التعبير والقصد ان للقلم الصحفي سلطة وقضاء أحياناً يكون أكثر تأثيراً من حد السيف كما أن هذا لمسلسل يسلط الضوء على من هم يطبقون علي انفسهم اسم الهوامير أو انطلق نحن عليهم اسم الطغاة وإلى أي مدى يصل طغيانهم.
كما أن المسلسل يأخذنا بين العمل والحياة الخاصة التي قد تختلف كل الاختلاف عن طبيعته كصحافي فيركز المسلسل العلاقة بين حبيبين بينهم العديد من الفروق الشخصية والاجتماعية وكيف يواجهان مشاكل متعددة في علاقتهما، وهل الحكم يكون للمجتمع ام لهم في تحديد علاقتهم وهم سكرة هند صبري ويوسف الصياد خالد صالح الذين تربيا معا منذ الصغروفرق بينهم القدر أكثر من مرة وكانت الأولى في كل مرة تحاول أن تصل له كان يعلوا أكثر إلى ان خدمها القدر ودفعها طموحها إلى الوصول لوضع اتاح الفرصة لالتقائهم اما عن نهاية المسلسل فهي غير مباشرة.